# Christian Friedrich Ecklon
Christian Friedrich Ecklon Schwantes (Aabenraa, 17 dicembre 1795 – Città del Capo, 1868) è stato un botanico e farmacista danese.
A Ecklon sono assegnati 1,974 diversi generi e specie.
Insieme a Carl Ludwig Philipp Zeyher ha scritto Enumeratio Plantarum Africae Australis. Il genere Ecklonia, (Ecklonia biruncinata o E. radiata), così come Delosperma ecklonis ('Bright Eyes') Helichrysum ecklonis sono così chiamati in suo onore.

## Opere
- (LA) Christian Friedrich Ecklon e Carl Ludwig Philipp Zeyher, Enumeratio plantarum Africae australis extratropicae: quae collectae, determinatae et expositae, 1ª ed., Amburgo, Sumtibus auctorum. Prostat apud Perthes & Besser, 1835, DOI:10.5962/bhl.title.48, OCLC 5158897. URL consultato il 23 febbraio 2021.